# Mont Apoi
Le mont Apoi (アポイ岳, Apoi-dake) est une montagne culminant à 810 m d'altitude dans les monts Hidaka en Hokkaidō au Japon. Il est connu pour abriter de nombreuses espèces végétales endémiques de Hokkaidō telles que Callianthemum miyabeanum (ヒダカソウ, Hidaka-sō). La montagne est composée de roche ultramafique d'âge inconnu.